# 花開富貴
《花開富貴》（英語：You Were Never Lovelier）是一部1942年美国歌舞浪漫喜剧电影，由威廉·A·塞特执导，弗雷德·阿斯泰爾和丽塔·海华丝主演，杰罗姆·科恩作曲，约翰尼·默瑟作词。
这部电影翻拍自1941年阿根廷浪漫喜剧片《星期二、兰花》（Los martes, orquídeas）。

## 剧情
罗伯特·“鲍勃”·戴维斯（Robert "Bob" Davis；弗雷德·阿斯泰尔饰）是一位美国舞蹈明星，很喜欢赌马。在布宜诺斯艾利斯赌博输了钱后，他去夜总会富有的老板爱德华多·阿库尼亚（Eduardo Acuña；阿道夫·门吉欧饰）那里寻找工作。然而，阿库尼亚不想见他。鲍勃的朋友泽维尔·库加特邀请他在阿库尼亚大女儿朱莉娅的婚礼上表演，阿库尼亚坚持他的女儿们必须按年龄从大到小结婚。玛丽亚（丽塔·海华斯饰）是下一个，但她拒绝结婚，这让她的两个妹妹塞西和丽塔很失望，她们都有男朋友，想尽快结婚。
在朱莉娅的婚宴上，鲍勃被玛丽亚吸引，但示爱遭拒，态度冰冷。阿库尼亚将兰花和匿名情书寄给玛丽亚以帮助她恢复感情，阴差阳错，玛利亚误以为是鲍勃写的情书，两人最终相爱。

## 奖项
这部作品获得以下奥斯卡金像奖提名：
- 利·哈林：音乐剧配乐奖
- 杰罗姆·科恩配乐和约翰尼·默瑟作词的《Dearly Beloved》：奥斯卡最佳原创歌曲奖
- 约翰·保罗·利瓦达利：奥斯卡最佳音响奖